# Ulverytterne
Ulverytterne er en stamme i tegneserien Elverfolket.

## Karakteristika
Ulverytterne er, som navnet viser, allierede med ulve, som de rider på, når de jager, men båndet er meget dybere end det. Ulverytterne blev dannet, da Timmain forvandlede sig til en hunulv og parrede sig med førerulven i en vild flok.
Resultatet, Timmorn Guløje, var en blanding af elver og ulv og blev den første ulverytterhøvding. Igennem århundreder, forsvandt Timmorns blod i stammen, men det har stadig givet alle ulverytterne nogle for deres stamme helt specielle kendetegn. De har større fysisk styrke og udholdenhed, og meget skarpere lugte- og høresans end de fleste andre elvere. 
Tilstedeværelsen af ulveblod i deres årer gør dem dødelige, selvom de stadig kan leve i betragteligt lang tid. 

## Historie
I adskillige årtusinder levede Ulverytterne i en skov kendt som Stammehjemmet (man har kendskab til mindst tre forskellige stammehjem), hvor de jagede, samlede og levede i balance med naturen, indtil en konflikt med menneskene førte til skovens tilintetgørelse. Anført af deres 11. høvding, Ilder, søgte Ulverytterne tilflugt hos Kong Gråskarns trolde i de underjordiske huler, men Gråskarn stolede ikke på elverne og narrede dem ind i en tunnel, der førte til en gold ørken. 
Efter at have rejst i adskillige dage gennem ørkenen, opdagede Ulverytterne oaselandsbyen Sorgs Ende, befolket af en hidtil ukendt elverstamme kaldet Solfolket. Efter indledende skærmydsler, dels forårsaget af Ilders paranoia efter troldenes forræderi og dels af hans genkendelse – og bortførelse – af landsbyens helbreder, Leetah, blev Ulverytterne og Solfolket venner og allierede og lærte nye evner af hinanden. 
Før skovens tilintetgørelse, var Ulverytternes brug af magi begrænset til kræfter direkte forbundet med at overleve i det vilde, såsom telepati (som elverne kalder "at sende"), helbredelse, træformning, etc. Men efter ankomsten til Sorgs Ende lærte Ulverytterne mange andre evner af samfundets ældre. 
De fleste af Ulverytterne forlod til sidst Sorgs Ende for at finde en ukendt, ond magt, som havde fanget Solfolkets leder, Savahs, sjæl udenfor hendes krop. Dette viste sig at være en anden elver, Vindpust fra Flyvefolket, en dekadent og stagnerende stamme, der boede i Det Blå Bjerg. Efter en bitter kamp, besejrede Ulverytterne midlertidigt Vindpust, og Flyvefolkets leder, Voll, der nu var fri af Vindpusts fortryllelse, lovede at føre Ulverytterne til Paladset, hvor de en gang for alle ville lære hemmeligheden bag deres oprindelse. 
Men Paladset blev bevogtet af krigeriske trolde under Kong Frådsemås' ledelse. Voll blev dræbt, Ilder dødeligt såret, og kun et indgreb fra endnu en hidtil ukendt elverstamme, De Hjemvendte, reddede Ulverytterne fra at blive udslettet. Sammen med De Hjemvendte, besejrede Ulverytterne Kong Frådsemås' trolde og vendte tilbage til Paladset, hvor de også lærte sandheden bag deres oprindelse og mødte den længe forsvundne Høje, deres stammoder Timmain. Men Paladset var ikke et hjem, og derfor etablerede Ulverytterne et nyt hjem i skovene ved Det Blå Bjerg.

### Den Oprindelige Skov
Efter dets gendannelse, landede Paladset nær Goodtree's Rest – Ulverytternes skov, som blev brændt helt i begyndelsen af serien.

## Ulverytterkarakterer

### Nulevende Ulveryttere
Nulevende Ulveryttere er de, som var i live i historien under og efter de første 20 Elverfolket-album. Ikke alle "Elfquest"-fortællinger er udgivet på dansk, og derfor vil nogle af navnene stå på engelsk.

#### Ilder (Sjælenavn: Tam)
Mand, afdød. Han er hovedpersonen i "Elverfolket" og Ulverytternes 11. høvding. Hans navn stammer dels fra hans evner med et sværd, men også fra hans ønske om at skære gennem løgne og bedrag og afdække sandheden. Han er søn af den tidligere høvding, Bjørneklo, og dennes kloge livsledsager Gyldenløv, som begge blev dræbt af Dødsslangen. Ilder hævnede dem ved at dræbe monsteret, og anførte derefter de 16 overlevende i en fredfyldt tid. I det mindste fredfyldt, indtil menneskene brændte den skov, hvor Ulverytterne boede; sammen med sin sjælebror, Tyde, måtte Ilder føre Ulverytterne i sikkerhed. De blev lokket ud i Den Brændende Ørken af troldene, men efter en frygtelig rejse på tre dage, opdagede de en landsby beboet af mørkhudede elvere, hvor Ilder fandt sin livsledsager, den smukke helbreder Leetah, såvel som en livslang rival – Leetahs bejler, den stærke magiker Rayek.
Senere drog Ilder videre med et brændende ønske om at finde andre elvere og føre dem sammen, hvilket han fuldførte ved at finde de stagnerede Flyvefolk i Det Blå Bjerg og de krigeriske sne-elvere kendt som De Hjemvendte. Ilder, der er fornuftig og venlig, har nu ført stammen tilbage til deres oprindelige hjem efter en særlig blodig krig mod menneske-høvdingen Grohmul Djunn. Ilder og Leetah er forældre til det ene af kun tre kendte par tvillinger – den mystiske Solstrejf, og hans søster Glød, som nu anfører sin egen stamme af Ulveryttere. Ilder har langt askeblondt hår, dybblå øjne og veludviklet "ansigtsskæg" i form af bakkenbarter. Der er rygter om, at Ilder vil gennemgå et psykisk traume senere i fortællingen, som vil få ham til at miste sin forstand og hukommelse. Hans ulvevenner har været Stormfjed, Rimfrost, Timmain (en elver, der forvandlede sig til ulv) og Vinder.

#### Tyde (Sjælenavn: Fahr)
Mand, i live, renblodet. Stammens stjernekigger har aldrig kendt sine forældre, Rødler og Falkeøje,og de eneste minder han har om sin mor kommer fra stammens ældre om Tydes forældres tragiske død. Tyde, der ved at hans forældre blev dræbt af mennesker, har en stor mistillid til disse. Tyde er Ilders sjælebror, så vel som bedste ven og sommetider elsker. Deres forhold har varet siden begge elvere var børn, og Ilders venskab hjalp med at fylde tomrummet i Tydes liv efter det tidlige tab af hans forældre. Tyde er dog alligevel generelt munter, glad og en damernes mand, og efter tabet af hans første elsker, Rødræv der blev dræbt af Dødsslangen, har han været på konstant scoretogt. Udover Ilder og Leetah, har Tyde delt skind med Solfolk-pigerne Maleen, Ruffel og Vurdah; så fandt han en mere seriøs elsker i Flyvefolkets spejder, Aurora, og han og Ulverytteren Stjerne har delt skind både i fortiden og i nutiden
Men Tydes største kærlighed er helt klart stjernerne, hvis hemmeligheder han længes efter at kende. Denne kærlighed til stjernerne og hans hvide hår, forbinder ham med De Højes astronom, Sefra, som sikkert er en af Tydes fjerne forfædre. Det er også blevet antydet, at Tyde vil lære Genkendelsen at kende med Timmain, den sidste af De Høje, som har dannet et usædvanligt tæt bånd med Ulverytternes godhjertede stjernekigger siden Tydes ulveven, Stjernespringer, døde. Rygterne siger, at barnet af denne Genkendelse vil være Jink, en flirtende, omniseksuel og meget magtfuld elver-kvinde i planetens rumalder.
Da Tyde, Leetah, tvillingerne og den ældgamle stenformer Ekuar blev kidnappet 10.000 år ind i fremtiden, bad Tyde Leetah om at fjerne hans ulveblod for at få tid til at komme sig over chokket over at have mistet alle sine venner til døden. På grund af det er han nu udødelig. Men dette valg har givet ham problemer gennem årene og først nu er han ved at acceptere forandringen og den sandsynlighed, at han en dag vil opleve sin sjælebror dør, men samtidigt ved han, at deres sjæle altid vil være sammen. Tyde har skulderlangt tykt hvidt hår (holdt på plads af et stål-hårbånd), og sølvblå øjne. Hans ulvevenner har været Stjernespringer og Timmain.

#### Solstrejf (Sjælenavn: Klynn)
Mand, i live. Mens han og hans tvillingesøster Glød stadig lå i Leetahs skød, kaldte Glød ulveblodet til sig, mens Solstrejf kaldte på noget andet. Han er udødelig på grund af det manglende ulveblod og besidder utrolige magiske kræfter såsom astral projektion, lang-distance telepati og magisk følelse, som fortæller ham om omgivelserne er blevet påvirket af elver magi. Senest har han hjulpet sine forældre med at gendanne den oprindelige skov ved at udrense en dam af ond magi efterladt af Dødsslangen, og hans nav blev ændret til Sunstream for at fejre det.
Han har for nylig genkendt en elverpige, Brill, fra en søfarende stamme kaldet The Wavedancers; parret er nu "langdistance" livsledsagere, som ind i mellem besøger hinanden fysisk og hele tiden besøger hinanden på det astrale plan. Solstrejf er også bestemt til at være Paladsets nye herre, en opgave som han forbereder sig på sammen med Timmain og stjernekiggeren Tyde. Solstrejf og Glød har altid været tæt forbundne på trods af de tydelige forskelle. Solstrejf har langt, bølget smørgult hår, blå øjne og brun hud.

#### Bue (Sjælenavn: Wyl)
Mand, i live. Han er søn af den for længst døde Trueflight og en ukendt far, arvede sine mors evner og er nu Ulverytternes bedste bueskytte. Han er en respekteret ældre i sin stamme, men den stille elver plejede at være meget jaloux på Ilder, især over det dybe bånd der bandt Bue til Ilders fra Bjørneklo – Bues sjælebror. Bue siger ikke meget, selvom han stædigt kæmper for sine synspunkter.
Han er livsledsager med stammens garver, Månestråle, og deres forhold begyndte for århundreder siden under Bjørneklos ledelse med fødslen af en datter ved navn Halvmåne. Pigen havde tilsyneladende arvet sin fars evner og kunne have blevet en stor bueskytte, hvis ikke mennesker havde dræbt hende, da hun stadig var teenager. Bue og Månestråle kom på en eller anden måde over hendes tab, men det krævede meget sorg og endnu en Genkendelse – der denne gang resulterede i fødslen af et drengebarn ved navn Lillepil. Deres familie var således lige blevet gendannet, da mennesker brændte Ulverytternes skov og tvang Ilders stamme til at flygte ud i ørkenen. Mens de tre tilsyneladende tilpassede sig fint til det fredelige liv i Sorgs Ende, havde Bue ikke glemt hvad der havde drevet hans stamme væk, og da mennesker kom til Sorgs Ende, var han meget imod at lade dem slippe levende væk. Senere blev han fanget og tortureret af Vindpust, indtil Månestråle og resten af stammen reddede ham; han modstod og klarede sig igennem de psykiske sår på grund af hans store mentale vilje og styrke.
Bue og Månestråle blev skilt fra hinanden under kampen om Skårene, hvor Bue fulgte Ilder og hans krigere for at kæmpe mod diktatoren Grohmul Djunn, og Månestråle tilbød sin vejledning og ind imellem svære personlighed til Ulverytternes nye leder, Glød, og hendes stamme, hvis mission det var at fortsætte Ulverytternes eksistens.
Bue og Månestråle spiller en vigtig (men ikke central) rolle i "The Searcher and the Sword" fra 2004, hvor de modtager en besked fra deres afdøde datters sjæl, som forudsiger "Glæde foroven og fare forneden". Kort derefter genkender parret hinanden en tredje gang, og Månestråle får endnu en datter, Chitter. Bue har langt rødbrunt hår, mørke øjne og et kort skæg. Hans ulvevenner har været Hybentorn, Lashpaw og Gnaveben.

#### Månestråle (Sjælenavn: Eyrn)
Kvinde, i live. Stammens garver og syerske, og livsledsager med Bue. Mor til Halvmåne, Chitter og Lillepil, og farmor til Bowki. Månestråle er dybt konservativ og tæt forbundet med Bue, som hun forsvarer og følger overalt, selv når hun mener, at han tager fejl, som da de forlod Det Blå Bjerg og på den måde blev adskilt fra resten af stammen.
De blev skilt fra hinanden, da Månestråle blev udvalgt til at følge Glød, mens Bue fulgte med Ilder. Hun savnede Bue, og frygten for aldrig at se ham igen samtidigt med at hun ikke anså Glød for værende mere end en halvvoksen unge, var hårdt for hende. Uenigheder brød hurtigt ud mellem Månestråle og den unge høvding. Det krævede en falsk vision af hendes døde datter, Halvmåne, før rådgiveren og høvdingen blev forsonet. Efter krigen om Skårene blev hun genforenet med Bue, og i "The Searcher and the Sword" er de sammen igen. Her modtager de en rigtig vision af Halvmåne. De genkender hinanden igen, og Månestråle får sin anden datter, Chitter. Månestråle har halvlangt mørkebrunt hår og violette øjne.

#### Lillepil (Sjælenavn: Dyrr)
Mand, i live. Søn af Bue og Månestråle, livsledsager med Serrin (afdød), far til Bowki (også afdød). Da Ulverytterne og Leetah forlod Sorgs Ende for at finde Ilder og Tyde, meldte Lillepil sig til at blive tilbage for at lære Solfolket at jage og forsvare sig. Det lykkedes for ham at opbygge en styrke af ridende krigere kaldet Ulvehunderyttere, selvom Solfolket ikke har ulveblod i årene. Han genkendte Serrin mens han var spundet ind efter slaget om Det Lille Palads, og hun fødte Bowki. Senere rejste Lillepil til den Stedsegrønne Skov med Kimo, Chot, Yun, Solstrejf, Flyvling, Dodia og Shenshen for at undersøge en sær sending. Han har også haft et forhold til Shushen, som nu er død, og er nu sammen med sin nuværende livsledsager, Kimo.

#### Skumring (Sjælenavn: Twen)
Kvinde, i live. En tæt veninde med Ilder og livsledsager til Rødtjørn. Mor til Tylla og mormor til Pool; sandsynligvis datter af Langgren og Brunbær. Skumring er en dygtig jæger og spejder. Hun er "spyddet, sværdet, pilen" sammen med sin livsledsager Rødtjørn, som hun engang kaldte "blomsten, træet, bladet". De to er ikke genkendte, men Leetah hjalp dem med at fremtvinge Genkendelsen efter at de havde udvekslet sjælenavne efter krigen om Paladset, hvilket førte til Tyllas fødsel. Skumring har langt, rødblondt krøllet hår og lysebrune øjne. Hendes ulvevenner har været Gråsnude, Squirrel Bane og Mudmuzzle.

#### Rødtjørn(Sjælenavn: Ulm)
Mand, i live. Ulverytternes bedste sporfinder og desuden træformer. Han hed oprindeligt Rødkløver indtil han reddede Bjørneklo fra en sabeltandstiger ved at plante sit spyd i jorden foran modstanderen, så dyret spiddede sig selv. Skumring og Rødtjørn er ikke genkendte, men efter de traumatiske begivenheder under Ulverytternes krig mod troldene, bragte Skumring Rødtjørn ud af en katatonisk tilstand ved at føje sin sjæl til hans, så end ikke døden kunne adskille dem. Derefter overtalte de Leetah til at fremtvinge Genkendelsen, så de kunne få et barn. Rødtjørn har langt rødt hår og grønne øjne. Hans ulvevenner har været Gyldenpels og Tveryg.

#### Stjerne
Kvinde, i live. Datter af Regndråbe og Trætop, søster til Vinge og Heler, mor til Kimo. Stjerne var kun et barn da Ulverytterne rejste over ørkenen til Sorgs Ende, så hun har levet det meste af sine unge år i landsbyen. Hendes livsledsager, en Solfolk ved navn Lutei (hans navn blev først afsløret af Wendy Pini i juli 2006), blev dræbt under krigen mod De Hjemvendte. Efter elvernes krig mod Grohmul Djunn, vendte Stjerne tilbage til skoven med sine Ulverytter-slægtninge. Stjerne har langt gyldenblondt hår.

#### Skovbæk
Kvinde, i live. Genkendt livsledsager med Blinker, mor til Spejder og en afdød datter, hvis navn aldrig er blevet fortalt. Er nu livsledsager med Egerod efter at Blinker blev slået ihjel under den første krig med troldene fra De Frosne Bjerge. Efter hans død, blev Skovbæk forvandlet til en hævnens engel, men accepterede det til sidst med hjælp fra tiden og nogle møder med halvtrolden Tveæg. Skovbæk er for tiden den ældste nulevende kvindelige Ulverytter. Skovbæk har meget langt sølvfarvet hår og sølvfarvede øjne. Hendes ulvevenner har været Whitebrow, Mospels og Kliktand.

#### Egerod
Mand, i live. Genkendt livsledsager med Flodfisker (afdød), far til Morgendug, nu livsledsager med Skovbæk. Bror til Gyldenløv og onkel til Ilder. Er den ældste af Ulverytterne, Ilders tætte rådgiver og anses normalt for næstkommanderende i stammen, selvom han ikke bryder sig om lederskabet. Egerod har kort, krøllet blondt hår og fuldskæg. Hans ulvevenner har været Løveskind og Barkskraber.

#### Shuna
Kvinde, i live, menneske. Ilder og Leetahs adoptivdatter, gift med Bee, kortvarigt gift med Nunkah. Som barn blev hun helbredt fra en dødelig sygdom (muligvis kopper) af Leetah. Mens elverne prøvede at genvinde Palads-skårene, anførte hun en revolution som fjernede Grohmul Djunn, diktatoren som herskede over hendes fødeland. Efter Paladsets gendannelse, fulgte hun med Ulverytterne. Senere besluttede hun at mægle mellem elverne og menneskestammerne nær ved skoven. I slutningen af serien "The Discovery" gifter hun sig med sin gode ven, Bee, en handelsrejsende fra en stamme nær skoven.

### Ulveryttere fra Det Nye Land
Dette er de Ulveryttere, som under Gløds anførsel vendte tilbage til Det Nye Land (kaldet Junsland af menneskene) efter Paladsets gendannelse.

#### Glød
Kvinde, i live; Ulverytternes 12. høvding. Hun er datter af Ilder og Leetah, og Solstrejfs tvillingesøster selvom hun er lige så forskellig fra ham, som natten er fra dagen. Mens tvillingerne endnu lå i Leetahs liv kaldte Glød ulveblodet (og dermed dødeligheden) til sig, mens hendes bror kaldte på noget magi fra De Højes tid. Derfor anså alle Ulverytterne Glød som værende deres næste høvding og vidste at hun en dag ville arve høvdingehestehalen fra sin far, Ilder. Men i hendes ungdom, var den unge ballademager tit jaloux over at alt tilsyneladende drejede sig om hendes bror; hun mente at han og Leetah bare kunne træde til, når der var brug for magi, mens hun selv måtte blive tilbage og vente på at blive voksen – noget hun absolut ikke brød sig om. Rødtjørns støtte og Gløds meget store selvtillid og udadvendte natur, gjorde tingene nemmere; men da hun blev voksen, var Ilders unge datter konstant i konflikt med sin høvdingefar.
Da Rayek prøvede at svare på en bøn om hjælp, der kom fra den tid, da De Høje nødlandede på Verdenen med De To Måner, forbød Ilder på det strengeste Glød at følge med hendes mor, Solstrejf, Tyde, Ekuar og Snuske (en troldepige) ind i Paladset; Glød, der mente at hendes far ikke stolede på hende, tog alligevel af sted – og derfor blev hun bortført sammen med resten af familien, da Rayek fløj Paladset ind i fremtiden. Her levede Glød i en enkelt nat; men da hun kom tilbage til nutiden, opdagede hun, at 10.000 år var gået for hendes far og endelig forstod hun, at Ilders hårdhed ikke skulle opfattes som manglende tillid. På dette tidspunkt mødte hun også sin første elsker, helbrederen Heler, og de havde en ret idyllisk tid sammen og var tit enige om, hvad der var og ikke var vigtigt. Glød syntes dog, at Heler lignede hende for meget, og da hendes far valgte at opdele stammen for at gå i kamp om Skårene, valgte hun sin mor, Leetah, som helbreder, mens Heler tog med Ilders krigere. Gløds stamme slog sig ned i en ny skov for at bevare Ulverytterne og nedkæmpe Vindpusts monstre. Det var her at Glød mødte Teir, en mystisk slette-elver, som fortryllede hende mere, end hun nogensinde havde troet muligt. Efter et stormfuldt forhold, der blev gjort værre af Helers jalousi og Gløds ikke altid smarte beslutninger som høvding, er de to nu næsten livsledsagere, og mens hun sikkert har givet sit sjælenavn til Teir, ønsker Glød ikke at fremtvinge Genkendelsen, men venter tålmodigt på at De Høje giver hende og Teir et barn.
Glød har ildrødt bølget hår, der når hende til hoften, blågrønne øjne, og brun hudfarve. Hendes sjælenavn er ukendt, selvom Teir ofte har kaldt hende "K'Chaiya". Hendes ulvevenner har været Slikkepot og Patch.

#### Tylla (Sjælenavn: Sohn)
Kvinde, i live. Datter af Skumring og Rødtjørn, og resultatet af en tvungen Genkendelse; Mor til Pool. Har et særligt talent for at være sammen med mennesker og adopterede endda et efterladt menneskebarn ved navn Lille Flik med bittersøde konsekvenser. Hun genkendte Spejder, en udvikling som dennes livsledsager, Morgendug, fuldt ud accepterede. Hendes forhold med Skumring illustrerer effekten af elvernes lange levetid, da aldersforskellen mellem dem efter 500 år ikke længere er vigtig, og de nu opfører sig mere som søstre end som mor og datter. Tylla har rødgyldent hår, som ændrer farve efter årstiden. Hendes ulvevenner har været Vildbasse og Langmod.

#### Pløk
Mand, i live. Resultatet af en helbreder-undfangelse (han er søn af helbrederen Regn). Er navngivet efter sit foretrukne våben, spyddet. Livsledsager med De Hjemvendte Skot og Krim, selvom Skot blev dræbt under krigen mod Grohmul Djunn. Med Krim opdrog Pløk sønnen, Sust, som Skot tilsyneladende undfangede med Krim kort før sin død. Historiefortæller og elsker drømmebær. Han har altid en pung med drømmebærfrø på sig, så han altid kan få drømmebær uanset hvor han befinder sig. Pløk var også ansvarlig for at afdække beskederne i puppe-drømmene i "Drømmenes Tid".

#### Morgendug(Sjælenavn: Lree)
Kvinde, i live. Datter af Flodfisker og Egerod. Hun har en utrolig stor lighed med sin afdøde mor. Spejders livsledsager, mor til Flyvling, og Ilders kusine. På trods af sin skrøbelige fremtoning er hun en af de mest vovefulde og eventyrlystne Ulveryttere, hvilket har givet hende adskillige problemer. I Det Blå Bjerg genkendte hun Tyldak, hvilket førte til at Vindpust lærte hendes sjælenavn og brugte det mod hende. Senere, da Tylla genkendte Spejder, var Morgendug ikke det mindste jaloux, men var glad for at Spejder nu forstod Genkendelsen. Morgendug har kort, krøllet blondt hår. Hendes ulvevenner har været Troldpil, Squirrel Bane og Langben.

#### Spejder(Sjælenavn: Jial)
Mand, i live. Han er søn af Skovbæk og Blinker, nevø til Langgren og bror til en unavngivet elverpige, som døde længe før han blev født. Morgendugs livsledsager, genkendt med Tylla og far til Pool. Da Morgendug genkendte flyveren Tyldak, var det Spejder der tilbød hende at være en far for hendes søn, Flyvling, og elske ham, fordi det var en del af hende. Men samtidigt havde hans fars død givet Spejder et livslangt sår, så han blev overbeskyttende for sin mage, og mundtligt og fysisk angreb enhver som truede hende og barnets sikkerhed. For mange år siden genkendte han Tylla og blev om muligt endnu mere hidsig. I et stykke tid virkede det som om hans forhold til Morgendug var ved at dø ud, da han begyndte at kalde hende for "elskede" i stedet for "livsledsager". Men da Morgendug accepterede at risikere sit eget liv og stå ansigt til ansigt med De Formændrede, udvekslede Spejder og Tylla sjælenavne med hende og dannede en dybt kærlighedsfuld trekant. De opdrog deres søn, Pool, sammen og selvom der kom et tidspunkt hvor Spejder udfordrede Glød og midlertidigt overtog stammen, varede det ikke længe før han gav op og vendte tilbage til sin rolle som beskyttende fader og spejder. Han er bedst kendt for sine skarpe øjne. Spejder har mørkebrunt hår og mørke øjne. Hans ulvevenner har været Nældeblad og Scrabble.

#### Heler
Mand, i live. Yngste søn af Regndråbe og Trætop, bror til Stjerne og Vinge, elsker med Glød og senere Yun. Han voksede op i Sorgs Ende, men fulgte senere med Ulverytterne til Det Nye Land, dels for at finde sin oprindelse, dels for at lære at bruge sine helbreder-evner af Leetah. Heler fulgte med Ilder og de andre krigere i kamp mod Grohmul Djunn om Skårene fra Paladset. Han har langt, blondt hår og krystalblå øjne.

#### Yun
Kvinde, i live. Datter af Tyde og en ukendt Hjemvendt, elsker med Heler. Hun voksede op som en Hjemvendt, men efter et angreb på Sorgs Ende besluttede hun at blive hos Solfolket. Hun fulgte med Lillepils gruppe til Den Stedsegrønne Skov, og efter Paladsets gendannelse fulgte hun med Gløds stamme. Hun har hvidblondt hår og blå øjne. Hendes ulvevenner har været Pondwallow, Wag-Rump og Suncoat.

#### Teir
Mand, i live, sandsynligvis renblodet; næsten helt sikkert søn af Kahvi (hans far er ikke navngivet). Han blev opfostret af sin far ved Hyleklippen, hvor Gløds stamme fandt ham, mens Ilders stamme gik i krig om Skårene fra Paladset langt derfra. Teirs magiske evne til at "tale med" eller kontrollere dyr blev misbrugt af Vindpust, hvilket næsten førte til en katastrofe. Han forlod stammen, da de mødte de andre Ulveryttere i Paladset, men vendte tilbage kort efter, at de kom igen. Da Spejder overvandt Glød og bortviste hende, fulgte Teir med hende, hvilket højst sandsynligt reddede hendes liv. Han har sort hår, grå øjne, og olivenfarvet hud.

#### Krim
Kvinde, i live, renblodet; Skot og Pløks livsledsager, mor til Sust. Hun er en Hjemvendt som sammen med Skot fulgte med Ulverytterne efter den første krig om Paladset. Hun og Skot fulgte med de andre krigere for at genvinde Skårene fra Paladset; Skot blev dræbt og Krim dødeligt såret, men hun lod sig selv blive helbredt af Heler, da denne fortalte hende, at hun bar på Skots barn. To år senere fødte hun en søn, Sust, som hun opdrog sammen med sin livsledsager, Pløk.

#### Khorbasi
Mand, i live, menneske; Yuns adoptivsøn. Hans historie er så godt som ufortalt; vi møder ham for første gang som et gadebarn hos Longrider People (i "Elfquest II 32-33), og lærer i "Recognition", at han senere blev accepteret som Ulverytter og opfostret af Yun. For tiden beskytter han stammen langt væk fra.

### Afdøde Ulveryttere
Dette er karakterer, som har tilhørt Ulverytterne siden eller efter Elverfolket 1-20, men siden er afdøde. 

#### Regndråbe
Kvinde, afdød. Datter af Regn, halvsøster til Pløk, mor til Vinge, Stjerne og Heler. Var kendt for at være meget produktiv. Hendes ulveven var Silvergrace. 

#### Trætop
Mand, afdød. En beskyttende fader, og Regndråbes livsledsager. Han var normalt mild og fredelig, men kunne blive fuldstændig rasende, når han mente at mennesker truede hans børn. 

#### Vinge
Mand, afdød. Søn af Regndråbe og Trætop, bror til Stjerne og Heler. Sammen med sine forældre, døde han af alderdom i Sorgs Ende, mens han ventede på at Rayek skulle vende tilbage med det stjålne Palads. 

#### Blinker(Sjælenavn: Sur)
Mand, afdød. Hans oprindelige navn var Woodhue. Han fik sit nuværende navn, fordi et af hans øjne blev så slemt tilredt, at Regn ikke kunne redde det og måtte nøjes med at helbrede øjenhulen. Han døde i krig mod Frådsemåsø' trolde, men før hans krop rådnede, blev den spundet ind af Blomstervinge. Da hans lig blev fundet i Tveægs krypt, forsøgte Leetah at helbrede den, men efterlod den i stedet i en hjernedød tilstand, som Skovbæk til sidst gjorde en ende på. 

#### Skot
Mand, afdød, renblodet. Elsker med Pløk og Krim; biologisk far til Sust. En Hjemvendt som sammen med Krim fulgte med Ulverytterne efter den første krig om Paladset. Han blev dræbt under krigen om Skårene fra Paladset, da han valgte at kæmpe til det sidste mod Fredshundene på en brændende bro, i stedet for at flygte i tide. 

#### Zhantee
Mand, afdød, renblodet. Født som et Solfolk var han oprindelig en stille og mild pottemager, men blev senere en af dem, der lærte at jage og kæmpe af Ulverytteren Lillepil. Han fulgte senere med Ulverytterne, dels for at opleve eventyr, men også på grund af sin store kærlighed til helbrederen Leetah. Han udviklede den magiske evne til at danne usynlige kraftskjolde for at redde folk fra fysiske skader, en evne der beskyttede hans elvervenner og endog tillod ham at dykke dybt ned i havet. Mens han fulgte med de Ulveryttere, der kæmpede for at genvinde Paladsets Skår fra mennesket Grohmul Djunn, brugte han sine skjoldevner til at redde sine kammerater, men på bekostning af sit eget liv. Da en bygning, hvor elverne gemte sig, brød i brand og truede med at styrte sammen, brugte han sine evner til at løfte taget, hvilket hjalp de andre til at undslippe; men til sidst slap hans kræfter op og bygningen styrtede sammen over ham og knuste ham til døde. 

#### Lille Flik
Mand, afdød, menneske. Tylla fandt ham som spæd, bundet til et træ, hvor hans forældre havde efterladt ham til døden, sikkert fordi de anså et højrødt modermærke på hans ansigt som et ondt tegn. Tylla opfostrede ham som en Ulverytter. Han vendte tilbage til sine menneskefæller i puberteten, og blev senere deres høvding. Som gammel vendte han tilbage til elvernes land og døde mæt af dage i Tyllas arme. 

### Historiske Ulveryttere
Historiske Ulveryttere er de Ulveryttere, som er døde eller på anden måde har forladt historien før Elverfolket 1-20. Der er fortalt om mange af dem i "Blood of Ten Chiefs"-serien eller i flashbacks. 

#### Timmorn Guløje
Første høvding, lignede meget en ulv, søn af Timmain og en hanulv. 

#### Rahnee Hunulv
Anden høvding, datter af Timmorn og Valloa, livsledsager med Zarhan Fastfire. 

#### Jagtfod(Sjælenavn: Owm)
Søn af Rahnee, genkendt med Wreath, men livsledsager med Softfoot. 

#### To-Spyd
(Sjælenavn: Marr): Søn af Jagtfod og Softfoot, livsledsager med Willowgreen, far til Kahvi; tidligere kaldet Kvik-Spyd. To-Spyd var hidsig og imod nye ideer. Da Willowgreen foreslog at dyrke planter, opfattede han det som en fornærmelse mod jægerne. Han er bedst kendt for sit had til menneskene, der førte til den galskab at føre krig med det formål at udslette alle mennesker. To årsager til dette er, at menneskene dræbte en af hans ulvevenner og at han fandt et sted med gammelt magi og så visioner af menneskenes angreb på De Høje. Da To-Spyd fortalte stammen om sine planer, blev han udfordret af sin søster, Himmelild. Hun tabte, men To-Spyd skånede hendes liv, og lod alle Ulveryttere vælge, om de ville følge ham eller hende. Hans ulvevenner har været Sortmanke og No-Name. 

#### Istand
En ældre i To-Spyds stamme, som blev De Hjemvendtes første høvding. Han støttede Kahvi og var delvist ansvarlig for, at hun udfordrede To-Spyd. Han blev leder for en gruppe tidligere Ulveryttere, som havde mistet både deres ulveblod og deres ulvevenner. Da de fandt Kahvi, som han troede var død, tog han navnet Sharf og beredte hende på at blive deres næste høvding. Han lod sig selv blive slået ihjel af et rensdyr under en jagt.

#### Himmelild
Femte høvding, datter af Jagtfod og Wreath, halvsøster til To-Spyd. Antog lederskab efter stammeskærmydsler på To-Spyds tid. Livsledsager med en elver ved navn Dreamsinger. 

#### Friefod
Sjette høvding, søn af Himmelild, livsledsager med Starflower. Døde da han, mens han var ved at redde børn ned fra et træ under tordenvejr, blev ramt af et lyn. 

#### Eldolil
Han var den sidste renblodede elver, som boede blandt Ulverytterne. Døde af alderdom. Da han forsvandt, fulgte Garver efter ham for at bringe ham tilbage til stammen, men den gamle elver nægtede. Før han døde, delte han en vision om De Høje med Garver og overbeviste ham om, at han ville blive en bedre høvding end sine brødre. 

#### Garver
(Sjælenavn: Lhu): Syvende høvding, søn af Friefod, livsledsager med Stormlight. Han hed oprindeligt Oakroot, men fik sit nye navn efter sin evne til at forvandle dyreskind til brugbart tøj til stammen, en evne som kom efter mange prøver og fejltagelser. Han er også kendt for sin usædvanligt lange og fredelige regeringstid, der varede i 800 år. 

#### Ædeltræ
(Sjælenavn: Neme): Ottende høvding, datter af Garver, livsledsager med Acorn og Lionleaper. En stærk træformer, som skabte den skov, hvor Ulverytterne boede, indtil den blev tilintetgjort under Ilders regeringstid. 

#### Listige Sjæl
(Sjælenavn: Mirj): Niende høvding, søn af Ædeltræ og Lionleaper, halvbror til Speedwell, en kvindelig elver, som blev dræbt af mennesker. Kendt for sine narrestreger, selvom han dog til sidst samarbejdede med mennesket Demontricker for at holde elverne og menneskene fra hinanden. Far til Bjørneklo. 

#### Bjørneklo
(Sjælenavn: Grenn): Mand, afdød. Han var Ilders far, og søn af Listige Sjæl og Thornflower. Ulverytternes tiende høvding. Han var kendt for sit voldsomme temperament og anførte sin stamme i en tid, hvor nysgerrige mennesker holdt op med at respektere "skov-dæmonerne". Bjørneklo fulgte To-Spyds vej mod krig, som førte til mange ulverytteres død, heriblandt Rødler, Falkeøje og Halvmåne. Flere år senere blev hans livsledsager Gyldenløv – og fire andre elvere – dræbt af Dødsslangen, et monster, som var halvt sabeltandstiger, halvt slange. Bjørneklo, der var knust af sorg, kæmpede mod Dødsslangen alene og blev dræbt, men ikke før han videregav høvdingetitlen til sin søn, Ilder. Bjørneklo havde langt brunt hår, mørke øjne, og et kort skæg og overskæg. Hans ulvevenner var Crest og Sortskind. 

#### Gyldenløv
(Sjælenavn: Dehl): Kvinde, afdød. Hun var mor til Ilder, søster til Egerod, og Morgendugs faster. Hun var lige så sød og kærlig som hendes livsledsager Bjørneklo var barsk og vild, og hun var ofte balancen i deres forhold, såvel som fornuftens stemme i stammen. Hendes forhold til Bjørneklo var i starten stormfuldt, men da deres søn blev født, begyndte hun langsomt at forvandle ham til en bedre høvding end han nogensinde havde været. Hun blev dræbt flere år senere af den monstrøse Dødsslange, mens hun var med en spejdergruppe ude for at finde kilden til en dam af dårlig magi; hendes død gjorde Bjørneklo sindssyg og fik ham til at ofre sig selv for stammens skyld, men det var deres søn, Ilder, som til sidst dræbte Dødsslangen og hævnede forældrenes død. Gyldenløv havde langt blondt hår og dybblå øjne. 

#### Regn
Mand, afdød. Han var Ulverytternes helbreder på Bjørneklos tid, og selvom han var god til det, var han ikke lige så dygtig som Leetah. Med sin magi hjalp han Blinker med at mindske smerten over dennes tabte øje, men kunne ikke gendanne det. På samme måde reddede han Ilder fra den visse død og gjorde sit bedste for at bringe nyt liv ind i stammen – og prøvede til sidst at påtvinge sig selv Genkendelsen. Regn var far til mindst to børn, Pløk og Regndråbe (navnet på moderen er ukendt). Rygtet siger, at han også er far til Rødler, baseret på hans store fortvivlelse ved Rødlers død. Han blev dræbt af Dødsslangen. Regn havde kort orangefarvet hår, mørke øjne, og bakkenbarter. 

#### Langgren
Mand, afdød. Brunbærs livsledsager, Blinkers storebror og far til Skumring. Han var stammens historiefortæller og han lærte Pløk at fortælle historierne videre. Han er en af de længstlevende Ulveryttere og levede fra Friefod til Bjørneklos tid. Dræbt af Dødsslangen. Hans hår og skæg var sort, og han foretrak rustfarvet tøj. 

#### Brunbær
Kvinde, afdød. Langgrens livsledsager, mor til Skumring. Hun havde et stort behov for at forme ler, og blev dræbt af Dødsslangen. Hendes hår var nøddebrunt, og hun bar en halskæde af bær og blade. 

#### Rødræv
Kvinde, afdød. Tydes elsker. Som ham elskede hun drømmebær og den legesyge del af livet. Hun havde brunt hår, brune øjne, og gik i brunt og lilla. Hun bar en brun pelshue og metalarmbånd. Hun blev dræbt af Dødsslangen. 

#### Rødler
(Sjælenavn: Zash): Tydes far, Falkeøjes genkendte livsledsager. Han blev smidt ned fra den rede, hvor Falkeøje var ved at føde, af mennesker, brækkede ryggen og blev slået ihjel. Hans øjne og hår var grå, mørkere end sønnens, og han bar grønt og brunt tøj. 

#### Falkeøje
(Sjælenavn: Koei): Tydes mor og Rødlers genkendte livsledsager. Hun var en enspænder, men bad sin mage om at være sammen med hende ved deres søns fødsel. Da hun så sin livsledsager falde ned fra det træ, hvor hun sad, og brække ryggen følte hun hans smerte, hvilket satte hendes veer i gang. De to menneskedrenge, der var skyld i Rødlers fald, fangede hende og hun så dem dræbe Rødler, hvilket også dræbte en del af hende. Mens de bevogtede hende i deres landsby, så de hende kæmpe for at holde veerne tilbage. Menneskedrengene kunne ikke børe at se hende, og det barn hun bar på, dræbt, så de hjalp hende væk, hvorefter hun fødte Tyde. Hun sendte til sin stamme om at de skulle holde øje med floden, sendte Tyde hans navn og satte ham så ud på floden, så Ulverytterne kunne finde ham; hun blødte ihjel kort efter. En af drengene blev slået ihjel for denne gerning, mens den anden blev forvist. Han sørgede over, at han ikke kunne redde Falkeøje og sin bror. Falkeøjes øjne var lyseblå, hendes hår blondt, og hun var grønt og brunt tøj.